# Herlin-le-Sec
Herlin-le-Sec ist eine französische Gemeinde mit 161 Einwohnern (Stand 1. Januar 2022) im Département Pas-de-Calais in der Region Hauts-de-France. Sie gehört zum Arrondissement Arras, zum Kanton Saint-Pol-sur-Ternoise und zum Gemeindeverband Ternois.

## Lage
Die Gemeinde Herlin-le-Sec liegt im Artois, 35 Kilometer westnordwestlich von Arras. Nachbargemeinden von Herlin-le-Sec sind Saint-Pol-sur-Ternoise im Norden, Saint-Michel-sur-Ternoise im Nordosten, Maisnil im Osten, Hautecloque im Süden sowie Ramecourt im Westen.

## Bevölkerungsentwicklung
| Jahr                       | 1962 | 1968 | 1975 | 1982 | 1990 | 1999 | 2006 | 2013 | 2022 |
| -------------------------- | ---- | ---- | ---- | ---- | ---- | ---- | ---- | ---- | ---- |
| Einwohner                  | 164  | 173  | 158  | 137  | 147  | 151  | 156  | 168  | 161  |
| Quellen: Cassini und INSEE |      |      |      |      |      |      |      |      |      |

## Sehenswürdigkeiten
- Kirche Saint-Martin

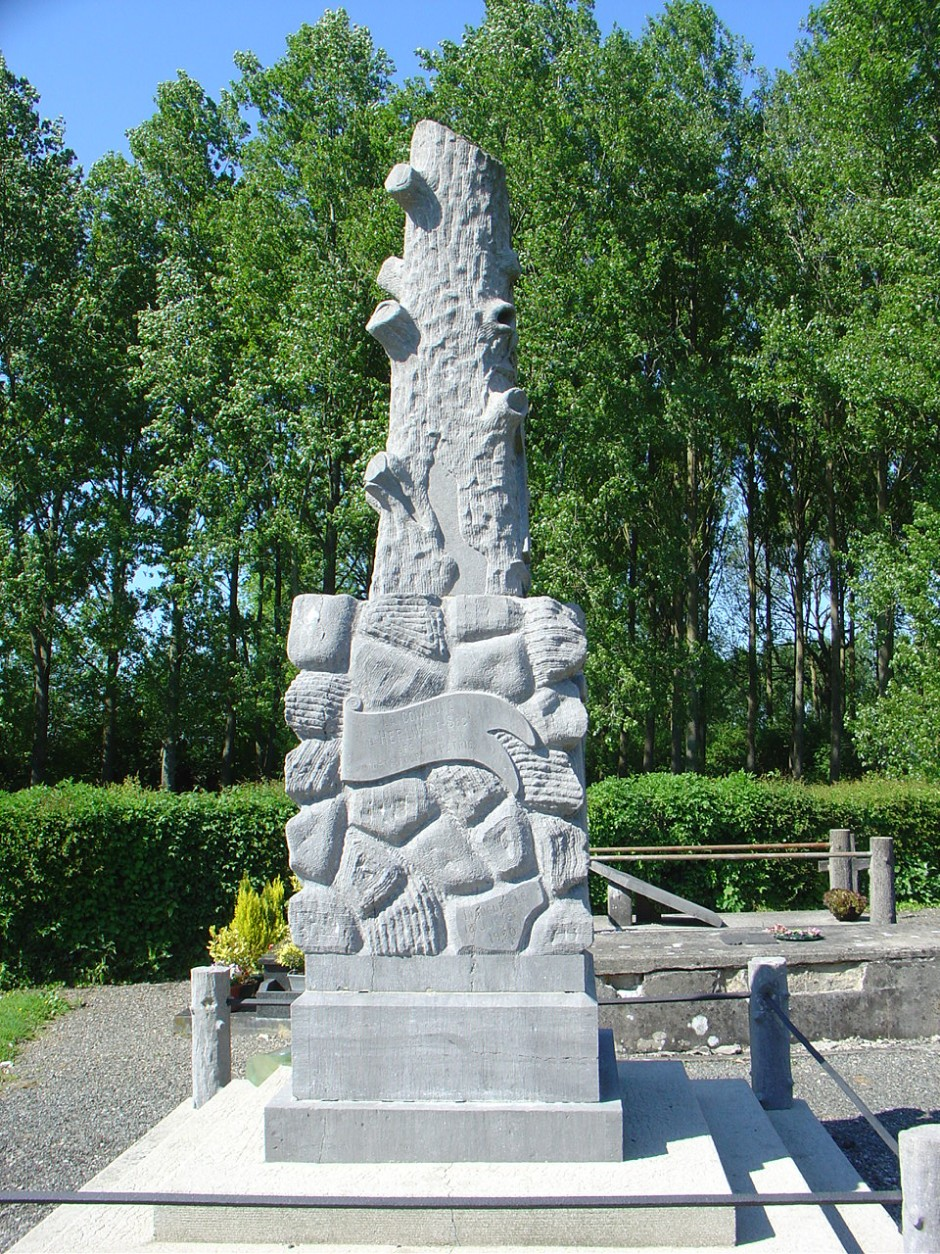
Kriegerdenkmal
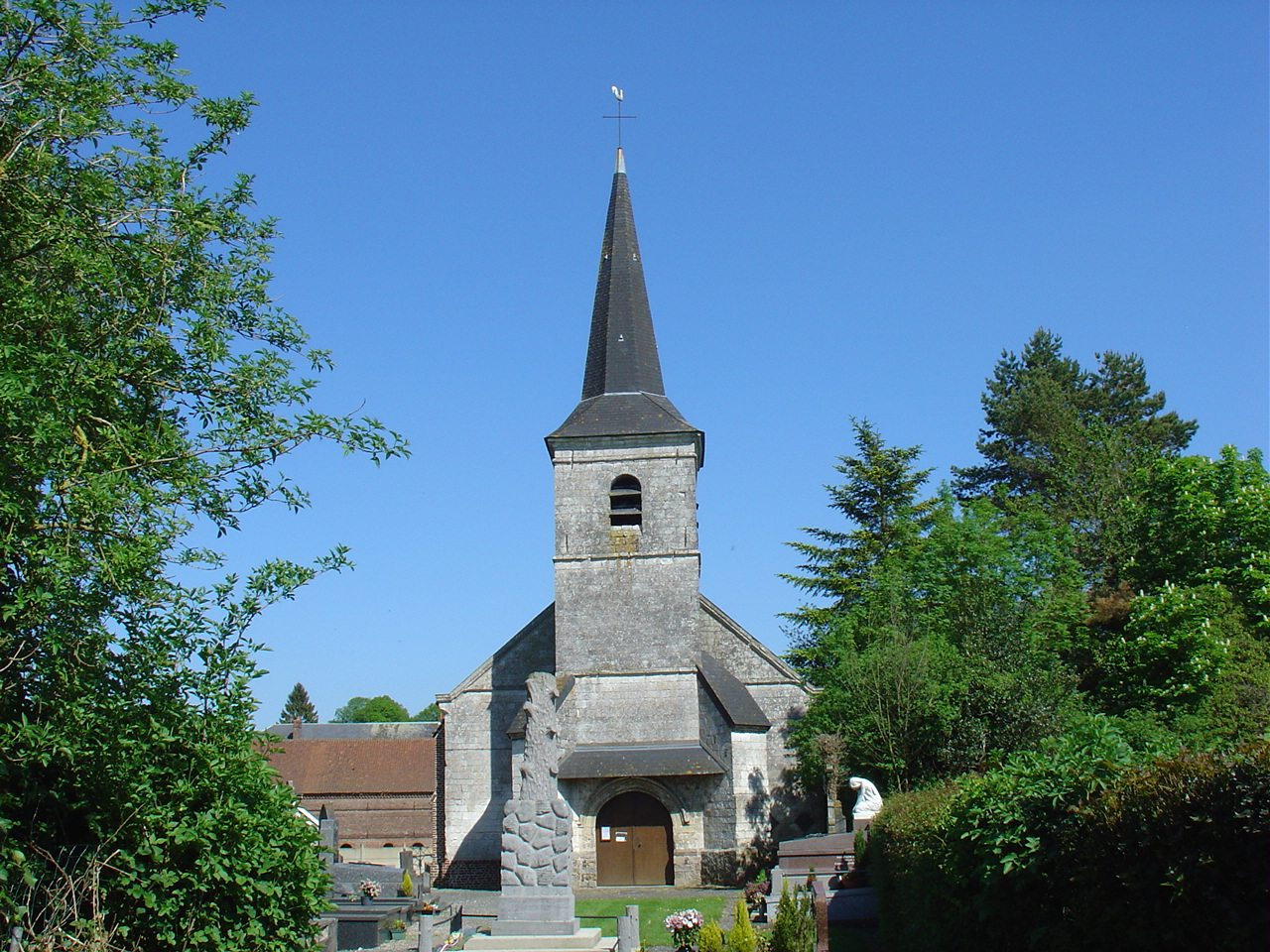
Kirche Saint-Martin